# EBS 문화사 시리즈
EBS 문화사 시리즈는 문화를 통해 우리가 잊고 있었던 시대정신을 탐색하기 위해 한국교육방송공사에서 기획되었다. 2004년 9월 시리즈 1편 《명동백작》을 시작으로, 2편 《100인의 증언, 60년대 문화를 말한다》, 3편 《지금도 마로니에는》, 4편 《100인의 증언- 7,80년대 문화를 말한다》 등을 잇따라 방영했다.
1편 《명동 백작》은 1950년대 명동을 배경으로 문화 예술인의 낭만과 고뇌를, 3편 《지금도 마로니에는》은 김중태, 김승옥, 김지하 등 세 인물을 중심으로 60년대 치열한 청년 정신을 각각 그렸는데, 그 시대를 재현한 다큐 드라마 형식을 차용했다. 이에 반해 2편과 4편은 실존 인물들의 인터뷰를 통해 당시 시대 풍경과 조우해보는 다큐멘터리 형식이다.

## 시리즈 목록
| 시즌  | 제목                                 | 방송 기간                         | 방송 횟수 |
| ----- | ------------------------------------ | --------------------------------- | --------- |
| 제1편 | 명동백작                             | 2004년 9월 5일 ~ 2004년 11월 28일 | 24부작    |
| 제2편 | 100인의 증언, 60년대 문화를 말한다   | 2004년 12월 11일 ~ 2005년 1월 9일 | 10부작    |
| 제3편 | 지금도 마로니에는                    | 2005년 1월 22일 ~ 2005년 5월 8일  | 32부작    |
| 제4편 | 100인의 증언- 7,80년대 문화를 말한다 | 2005년 5월 14일 ~ 2005년 6월 26일 | 14부작    |